# François-Amilcar Aran
François-Amilcar Aran (Bordeaux, 1817 – Parigi, 1861) è stato un medico francese.
Abile ginecologo e neurologo, divenne celebre per aver descritto la Sindrome di Aran-Duchenne e per essere stato traduttore di Josef von Škoda.